# Puig de Ferrutx
Der Puig de Ferrutx ist mit 523 Metern Höhe, nach anderen Angaben 528, 522 oder nur 519 Metern, der zweithöchste Berg der Serres de Llevant („Gebirge des Ostens“) auf der spanischen Baleareninsel Mallorca. Er liegt im nordwestlichen Teil der Landschaftszone (Comarca) Llevant.
Der Puig de Ferrutx gehört zur Gemeinde Artà und befindet sich dabei nahe der westlichen Grenze des Gemeindegebiets. Die nächstgelegene Ortschaft ist Colònia de Sant Pere nordwestlich des Berges, ebenfalls zur Gemeinde Artà gehörig.

## Lage und Umgebung

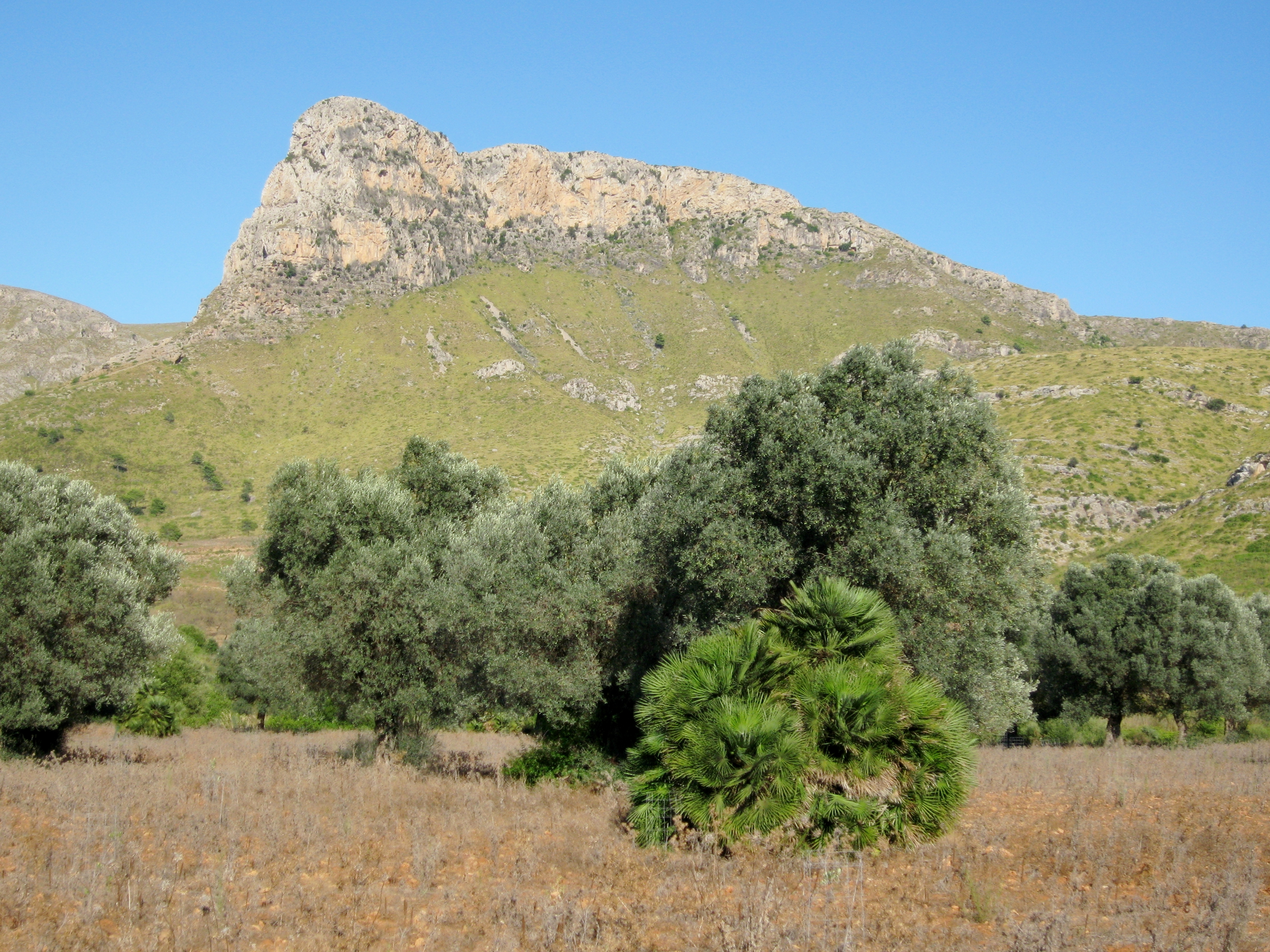
Südwestseite des Berges

Der Puig de Ferrutx befindet sich im Bergland von Artà (katalanisch Serra Artana oder auch Massís d’Artà), einem Teil der Serres de Llevant und deren nördlichster Ausläufer. Die höchste Erhebung dieser Gebirgskette, der Puig Morei, liegt nicht ganz sechs Kilometer nordöstlich des Puig de Ferrutx.
Durch sein markantes Erscheinungsbild, aufsteigend aus der Ebene des Plà de Mallorca und nahe der Bucht von Alcúdia (Badia de Alcúdia), ist der Berg von Westen her weithin zu erkennen. Dessen westlicher Felskopf wird als die Bec de Ferrutx (Bec = Spitze) bezeichnet und ist mit 523 Meter die höchste Erhebung des Puig de Ferrutx. Östlich davon befindet sich auf dem langgezogenen Bergrücken in etwa 300 Meter Entfernung ein Vermessungspunkt, eine geodätische Säule. Dieser mit 517 Meter nur wenige Meter tiefere Punkt wird Ferrutx, nach anderen Quellen auch es Ferruxet, genannt.
Begrenzt wird das Bergmassiv des Puig de Ferrutx neben der Ebene im Westen, auf der sich angrenzend das Landgut sa Devesa befindet, durch den 412 Meter hohen Bergsattel Coll d’en Pelat im Nordosten. Dieser trennt den Puig de Ferrutx vom 485 Meter hohen Puig d’en Pelat. Weitere nächstgelegene Erhebungen sind der Puig d’en Xoroi (479 Meter) im Norden, der Puig d’en Borràs (382 Meter) im Süden und der Puig Fonament (354 Meter) im Osten. Etwa zwei Kilometer südöstlich des Puig de Ferrutx bildet der 194 Meter hohe Pass Coll de Morell die Grenze des Berglands von Artà zum Gebirge von Calicant (Serra de Calicant), ebenfalls ein Teil der Serres de Llevant.

## Zugang
Der Aufstieg zum Puig de Ferrutx erfolgt vom Parkplatz vor der Ermita de Betlem. Für die mittelschwere Wanderung sollte hin und zurück eine Gehzeit von etwa dreieinhalb Stunden eingeplant werden. Bergsteigerische Erfahrung ist nicht erforderlich, die Begehung des schmalen  Gipfelbereichs setzt jedoch Trittsicherheit und Schwindelfreiheit voraus. 

## Literatur

Ansichten des Puig de Ferrutx
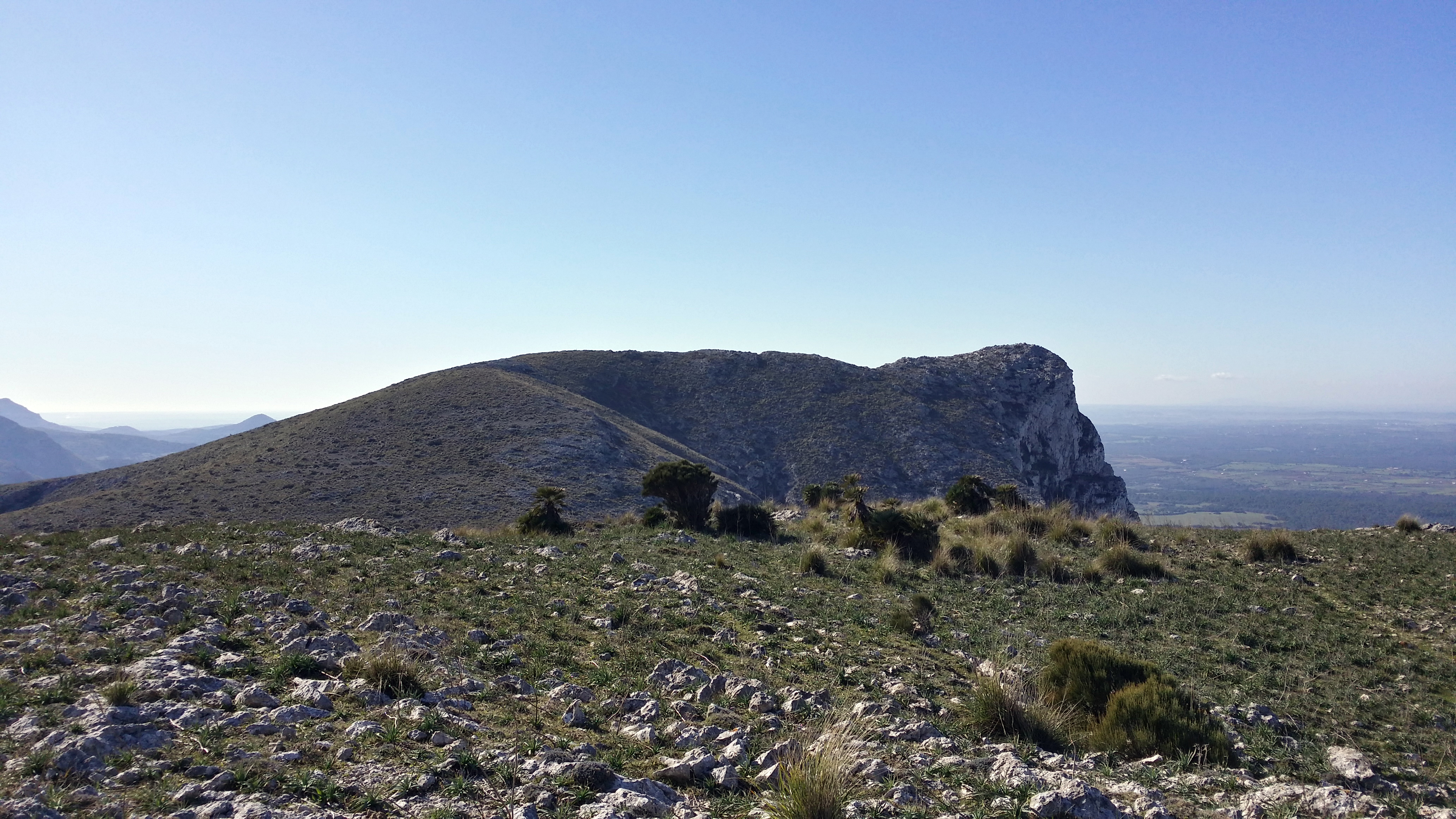
Blick vom Puig d’en Pelat im Osten auf den Bergrücken des Ferrutx
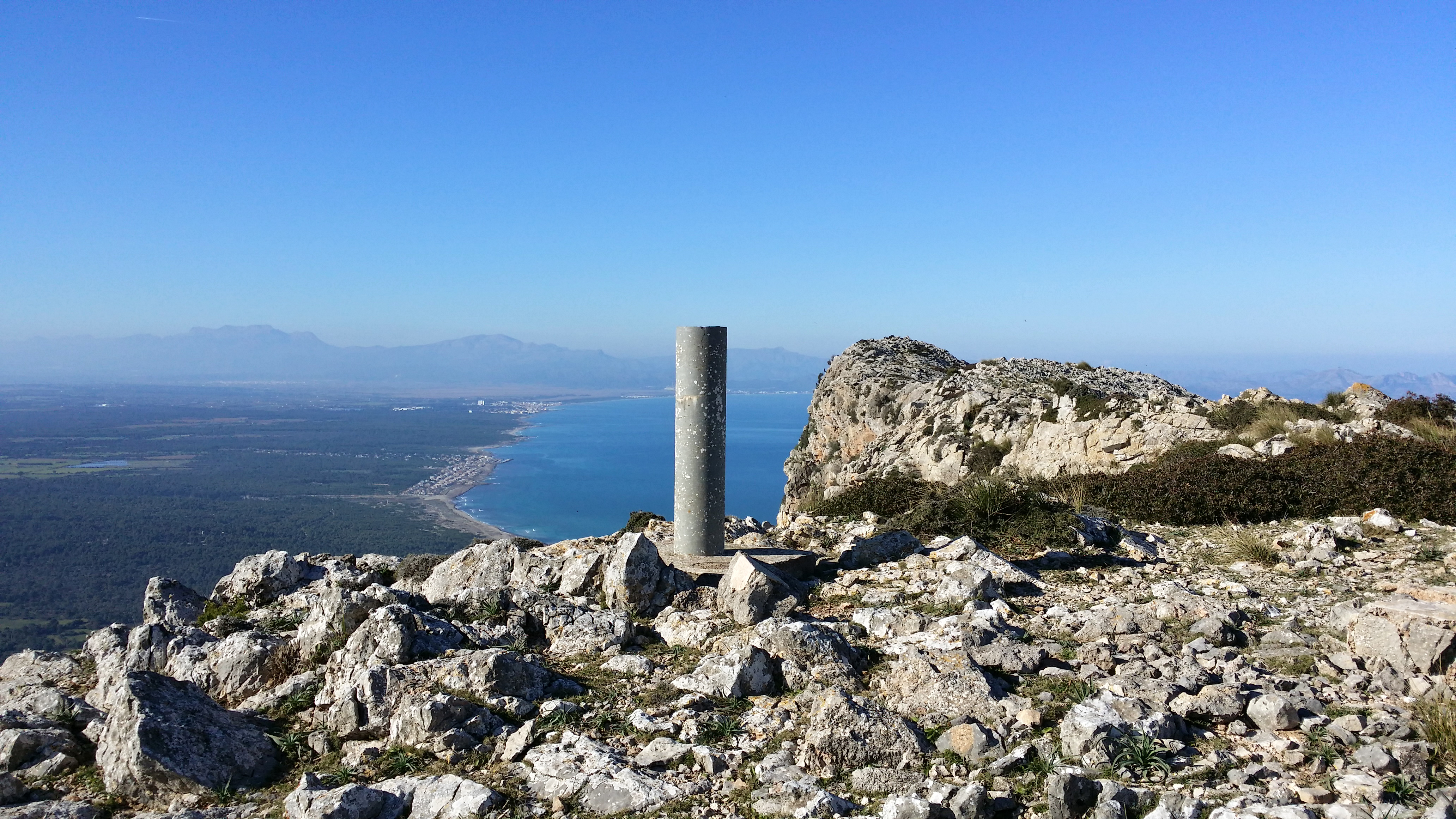
Geodätische Säule es Ferruxet (517 Meter) auf dem Bergrücken
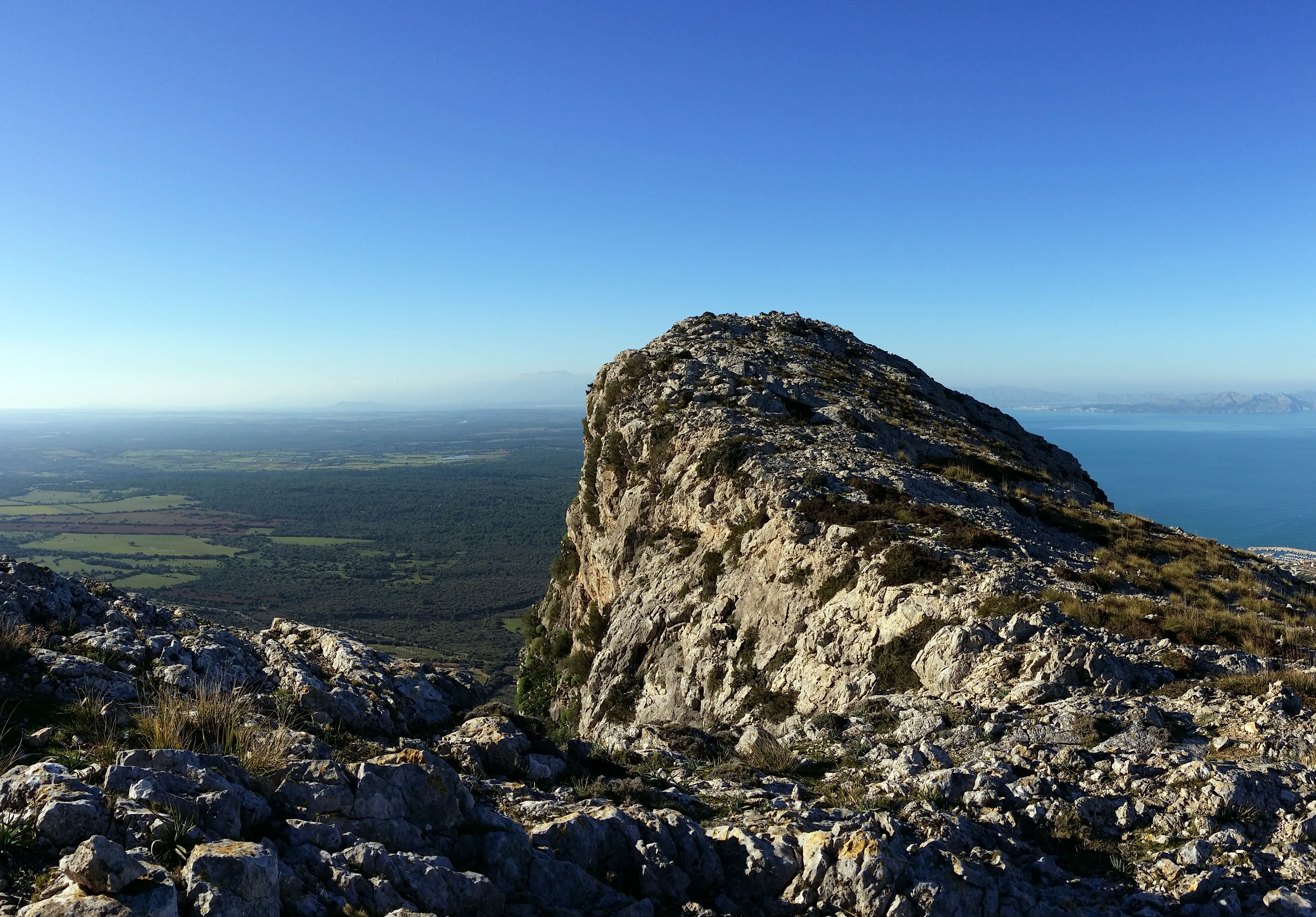
Südwestseite des Gipfels des Puig de Ferrutx
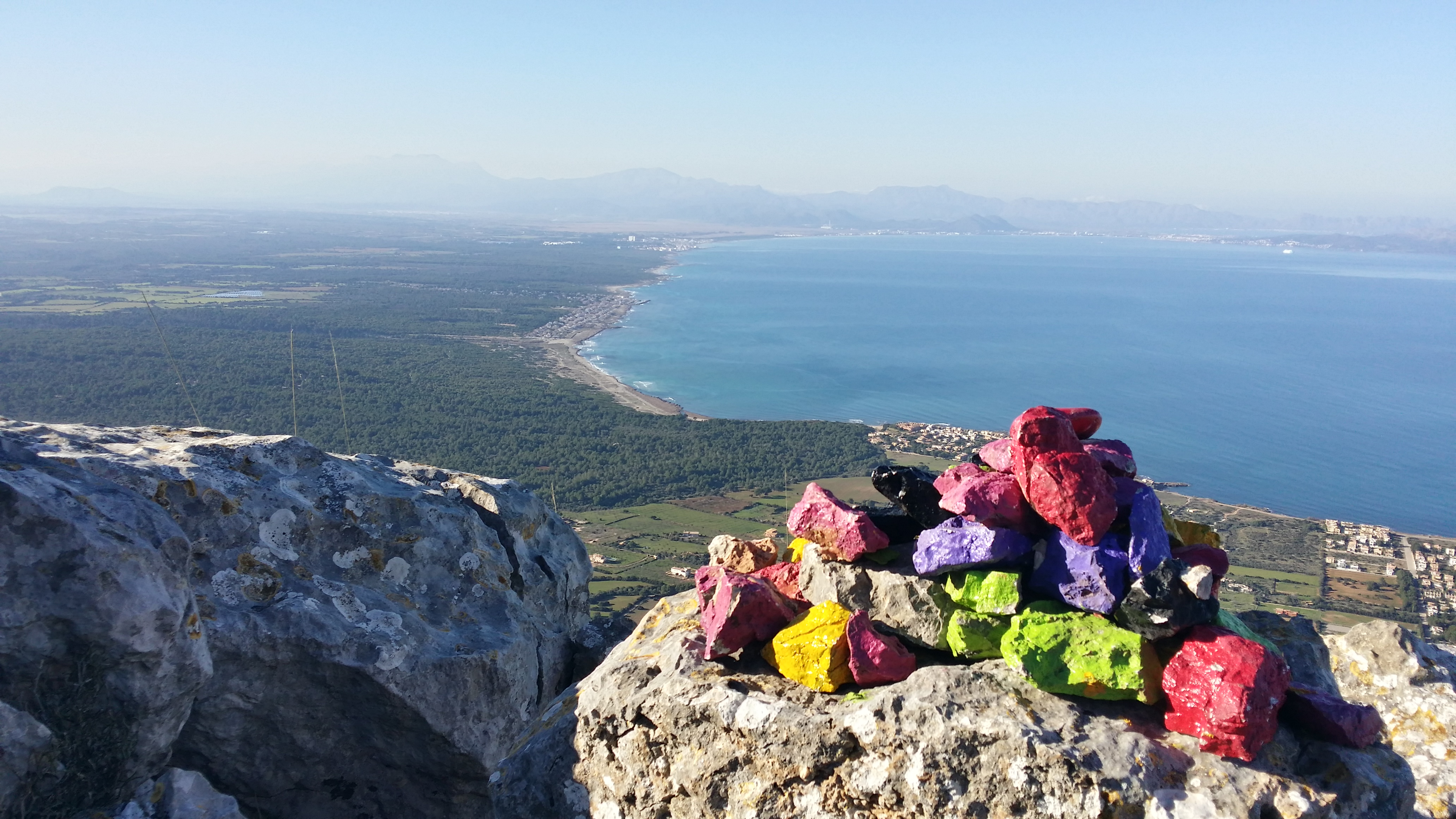
Blick vom Puig de Ferrutx auf die Bucht von Alcúdia